# ARA Almirante Brown (D-10)
O ARA Almirante Brown é o primeiro navio da classe Almirante Brown (MEKO 360H2), de uma série de quatro contratorpedeiros feitos para a Armada Argentina.
Sua construção começou em 8 de setembro de 1980, foi lançado ao mar em 28 de março de 1981 e entrou em serviço em 9 de fevereiro de 1983.